# Maureen Tranter
Maureen Tranter (Maureen Dorothy Tranter; * 7. Mai 1947 in Bilston, West Midlands) ist eine ehemalige britische Sprinterin.
1966 erreichte sie bei den British Empire and Commonwealth Games in Kingston über 100 Yards und 220 Yards jeweils das Halbfinale und gewann Silber mit der englischen 4-mal-110-Yards-Stafette. Bei den Leichtathletik-Europameisterschaften in Budapest erreichte sie über 200 m das Halbfinale und kam mit der britischen Mannschaft auf den sechsten Platz in der 4-mal-100-Meter-Staffel.
Bei den Olympischen Spielen 1968 in Mexiko-Stadt schied sie über 200 m im Vorlauf aus und wurde in der 4-mal-100-Meter-Staffel Siebte.
1970 wurde sie bei den British Commonwealth Games in Edinburgh Fünfte über 200 m und scheiterte über 400 m im Vorlauf.
1966 wurde sie englische Hallenmeisterin über 220 Yards.

## Persönliche Bestzeiten
- 100 Yards: 10,6 s, 7. September 1968, Birmingham
- 100 m: 11,6 s, 11. Juni 1966, Birmingham
- 200 m: 23,58 s, 17. Oktober 1968, Mexiko-Stadt
- 400 m: 54,06 s, 1972